# Dendrelaphis oliveri
Dendrelaphis oliveri är en ormart som beskrevs av Taylor 1950. Dendrelaphis oliveri ingår i släktet Dendrelaphis och familjen snokar.
Artens utbredningsområde är Sri Lanka. Inga underarter finns listade i Catalogue of Life. Honor lägger ägg.